# Oligonychus oryzae
Oligonychus oryzae är en spindeldjursart som först beskrevs av Hirst 1926.  Oligonychus oryzae ingår i släktet Oligonychus och familjen Tetranychidae. Inga underarter finns listade i Catalogue of Life.